# Xã Viking, Quận Richland, Bắc Dakota
Xã Viking (tiếng Anh: Viking Township) là một xã thuộc quận Richland, tiểu bang Bắc Dakota, Hoa Kỳ. Năm 2010, dân số của xã này là 67 người.